# Умит, Ахмет
Ахмет Умит (род. 1960, Газиантеп) — турецкий писатель

, создавал произведения различных жанров, но более всего стал известен благодаря своим детективным романам.

## Биография
Родился в 1960 году в Газиантепе. Его отец торговал килимами, а мать была ткачихой. Был младшим из семи детей. Школьное образование получил в родном городе. Затем поступил в лицей Ататюрка, но завершил обучение в Эргани. В 1979 году переехал в Стамбул и поступил в университет Мармара. Во время учёбы там познакомился с будущей женой Вильдан, с которой поженился в 1981 году. У них есть дочь Гюль.
Был участником организации левого толка, которая боролась против правительства Турции. Принимал участие в кампании против принятия новой Конституции во время Конституционного референдума 1982 года. Написал статью о полицейской операции, в ходе которой его соратники были арестованы за расклеивание плакатов на стены. Эта статья была опубликована в журнале «Проблемы мира и социализма» и переведена на 40 языков. В 1983 году окончил университет Мармара.
Был членом Коммунистической партии Турции. В 1985 году был направлен партией на учёбу в Институте общественных наук при ЦК КПСС. В 1986 году вернулся в Турцию.

## Творчество
Писать романы начал во время поездки в Москву. По мотивам этой поездки был написан изданный в 1998 году роман «Kar Kokusu» (с тур. «Запах снега»). В 1989 году прекратил политическую деятельность и начал публиковаться в «Sokağın Zulası». Одновременно с этим работал в рекламном агентстве, принадлежавшим его другу. В 1990 году принимал участие в создании издания «Yine Hişt». Публиковался в «Yine Hişt», «Adam Sanat», «Öküz», «Cumhuriyet» и «Yeni Yüzyıl». В 1992 году за сборник рассказов «Çıplak Ayaklıydı Gece» (с тур. «Босая ночь») получил премию «Ferit Oğuz Bayır Thought and Art Prize». Стал одним из соавторов сценария полицейского сериала «Çakalların İzinde», транслировавшегося в 1993 году. На основе произведений Умита были сняты сериалы «Karanlıkta Koşanlar» и «Şeytan Ayrıntıda Gizlidir». В 2007 году Тургут Ясалар экранизировал роман Умита «Sis ve Gece» (с тур. «Туман и Ночь»). В 2010 году Умит создал для «Habertürk TV» передачу «Yaşadığın Şehir».